# Jurij Kołmakow
Jurij Pawłowicz Kołmakow (ros. Юрий Павлович Колмаков; ur. 10 października 1945 w Małmyżu, zm. 24 lipca 2022 w Mińsku) – rosyjski biathlonista reprezentujący ZSRR. W 1973 roku wystąpił na mistrzostwach świata w Lake Placid, gdzie wspólnie z Aleksandem Tichonowem, Rinatem Safinem i Giennadijem Kowalowem zdobył złoty medal w sztafecie. Na tych samych mistrzostwach zajął także ósme miejsce w biegu indywidualnym. Podczas rozgrywanych rok później mistrzostw świata w Mińsku razem z Tichonowem, Aleksandrem Uszakowem i Nikołajem Krugłowem po raz kolejny zwyciężył w sztafecie. Nigdy nie wystąpił na igrzyskach olimpijskich. Nigdy też nie wystartował w zawodach Pucharu Świata.

## Osiągnięcia

### Mistrzostwa świata
| Rok  | Miejscowość | Konkurencje | Konkurencje | Konkurencje | Konkurencje | Konkurencje | Konkurencje | Konkurencje |
| Rok  | Miejscowość | IN          | SP          | PU          | MS          | RL          | MR          | SR          |
| ---- | ----------- | ----------- | ----------- | ----------- | ----------- | ----------- | ----------- | ----------- |
| 1973 | Lake Placid | 8.          | nd.         | nd.         | nd.         | 1.          | nd.         | –           |
| 1974 | Mińsk       | –           | –           | nd.         | nd.         | 1.          | nd.         | –           |